# Clare Grundman
Clare (Ewing) Grundman (Cleveland, 11 mei 1913 - South Salem, 15 juni 1996) was een Amerikaanse componist en arrangeur.

## Biografie
Grundman studeerde in 1930 af aan de Shaw High School in East Cleveland. Daarna bezocht hij de Ohio State University, waar hij in 1934 een bachelor behaalde als muziekdocent. Hij doceerde enkele jaren instrumentale muziek op openbare scholen in Ohio en Kentucky. In 1937 verhuisde hij weer naar Ohio, waar hij les ging geven in orkestratie. Hij gaf daar ook muzieklessen voor houtblazers en dirigeerde een band. In 1940 behaalde hij er een MA-diploma.
Na een verhuizing naar New York studeerde hij compositie bij Paul Hindemith aan het Berkshire Music Center. Hij was tijdens de Tweede Wereldoorlog van 1942 tot 1945 in dienst bij de United States Coast Guard als militair musicus.
Publicaties en handschriften van Grundman bevinden zich in de Muziek- en Dansbibliotheek van de staat Ohio.

## Wetenswaardigheden
Grundman was naast zijn werk als componist coauteur van het in 1974 verschenen kruiswoordpuzzelwoordenboek van The New York Times.

## Privé
Grundman was homoseksueel en had een langdurige relatie. Na zijn dood in 1996 overleefde zijn partner hem nog zestien jaar.

## Muziek
Grundman schreef veel muziek voor film, radio en televisie, maar ook muziek voor Broadway-musicals. Hij schreef een aantal werken voor kamermuziekensembles en voor orkest. Hij is echter het bekendst geworden door zijn vele composities en arrangementen voor harmonieorkest.
Veel van zijn stukken zijn rapsodieën of fantasieën op volksmuziek uit diverse landen. Zo schreef hij een Ierse Rapsodie. Hij gebruikte ook melodieën uit Engeland, Finland, Japan, Noorwegen en Schotland.

## Lijst van werken
Kamermuziek
- Bagatelle (voor vier klarinetten)
- Caprice for Clarinets (voor vier klarinetten of klarinetkoor)
- Concertante (voor altsaxofoon en piano; oorspronkelijk voor altsaxofoon en band)
- Conversation for Cornet (voor cornet en piano)
- Flutation (voor fluittrio of fluitkoor)
- Puppets (voor twee klarinetten)
- Pat-een-Pan (kerstlied voor twee dwarsfluiten en snaredrum)
- Scherzo (voor zes klarinetten)
- Three Medieval Sketches (Drie middeleeuwse schetsen van Joust, Chapel en Pagent - voor twee hoorns in F)
- Tuba Rhapsody (voor tuba en piano, of voor tuba en band)
- Walz and Interlude (voor klarinet, fluit en piano)
- Solowerken voor fagot, Engelse hoorn en fluit
- Zoo Illogical Voice (voor blazers, slagwerk en piano)

Werken voor orkest en harmonie
- American Folk Rhapsody No. 1
- American Folk Rhapsody No. 2
- American Folk Rhapsody No. 3
- American Folk Rhapsody No. 4
- An American Scene
- Black Knight
- The Blue And The Gray (Civil War Suite), 1961
- Burlesque
- Chessboard Suite
- Classical Overture
- Concertante for Alto Sax and Band, 1973
- Colonial Legend
- Concord, 1987
- A Copland Tribute
- Cowboy in Cuba
- Dance and Interlude
- English Christmas
- English Suite
- Fantasy on American Sailing Songs
- Fantasy on English Hunting Songs
- Festive Piece
- Finnish Rhapsody
- Green Domino
- Hebrides Suite (gebaseerd op "Songs of the Hebrides", verzameld door Marjory Kennedy-Fraser)

1. The Peat-Fire Flame
2. An Eriskay Love Lilt
3. Milking Song (Hebridean Game Song)
4. The Road to the Isles

- Holiday
- An Irish Rhapsody
- Kentucky 1800
- Little English Suite

1. The Leather Bottle
2. Roving
3. We Met
4. The Vicar of Bray

- Little March
- Little Suite for Band
- Music for a Carnival
- Nocturne (solo harp and wind ensemble)
- Normandy
- Northwest Saga
- Norwegian Rhapsody
- Overture on a Short Theme
- Quiet Christmas
- A Scottish Rhapsody
- Songs for Christmas
- Spirit of '76
- Three Carols for Christmas
- Three Sketches for Winds
- Trumpets Triumphant
- Tuba Rhapsody (tuba en band)
- Two Irish Songs
- Two Moods Overture, 1947
- A Welsh Rhapsody
- A Westchester Overture
- Western Dance

Arrangementen (tussen haakjes de oorspronkelijke componist)
- Candide Suite (Leonard Bernstein)
- A Copland Portrait (Aaron Copland)
- Divertimento (Leonard Bernstein)
- A Somerset Rhapsody, Op. 21b (Gustav Holst)
- Overture to Candide (Leonard Bernstein)
- Slava! (Leonard Bernstein)

Orkestraties voor musicals
- Drat! The Cat!, 1965
- Show Girl, 1961, extra orkestraties ten opzichte van de oudere opvoeringen
- Joyce Grenfell Requests the Pleasure, 1955
- Phoenix ’55, 1955
- Two’s Company, 1952-53
- Lend an Ear, 1948-50